# مالت در المپیک تابستانی ۲۰۲۴
کاروان المپیکی مالت، یکی از کاروان‌های شرکت‌کننده در بازی‌های المپیک تابستانی ۲۰۲۴ بود. این دوره از بازی‌‌ها از ۲۶ ژوئیه تا ۱۱ اوت ۲۰۲۴ (۵ تا ۲۱ امرداد ۱۴۰۳ خورشیدی) به میزبانی پاریس، پایتخت فرانسه برگزار شد. در این دوره ورزشکاران این کاروان موفق به کسب هیچ مدالی نشدند.

## شرکت‌کنندگان
ورزشکاران این کاروان در ۴ ورزش زیر به رقابت پرداختند.
| ورزش        | مردان | زنان | مجموع |
| ----------- | ----- | ---- | ----- |
| دو و میدانی | ۱     | ۰    | ۱     |
| جودو        | ۰     | ۱    | ۱     |
| تیراندازی   | ۱     | ۰    | ۱     |
| شنا         | ۱     | ۱    | ۲     |
| مجموع       | ۳     | ۲    | ۵     |